# Ingolfiella macedonica
Ingolfiella macedonica är en kräftdjursart. Ingolfiella macedonica ingår i släktet Ingolfiella och familjen Ingolfiellidae. Inga underarter finns listade i Catalogue of Life.